# أندريا ديوار
أندريا ديوار هي لاعبة كرة الماء كندية، ولدت في 9 يوليو 1979 في بوينت كلير في كندا.

## وصلات خارجية
- أندريا ديوار على موقع الاتحاد الدولي للسباحة (الإنجليزية)
- أندريا ديوار على موقع اللجنة الأولمبية الدولية (الإنجليزية)
- أندريا ديوار على موقع أوليمبيديا (الإنجليزية)
- أندريا ديوار على موقع اللجنة الأولمبية الكندية (الإنجليزية)